# ジョニー・イングリッシュ アナログの逆襲
『ジョニー・イングリッシュ アナログの逆襲』（ジョニー・イングリッシュ アナログのぎゃくしゅう、原題：Johnny English Strikes Again）は、2018年に公開されたスパイ・コメディ・アクション映画。『ジョニー・イングリッシュシリーズ』の3作目。デヴィッド・カーが監督、ウィリアム・デイヴィスが脚本を担当し、ローワン・アトキンソンが主演を務める。

## あらすじ
諜報機関MI7がサイバー攻撃を受けてエージェントたちの情報が漏洩してしまい、さらにロンドン各所でサイバー攻撃によるトラブルが発生し、G12サミットを控える首相は頭を悩ます。MI7は引退していたエージェントたちを召集して事態を解決しようとするが、その中には小学校で教師をしていたジョニー・イングリッシュも含まれていた。イングリッシュのミスで催眠爆弾が作動して他の元エージェントたちは眠ってしまい、MI7部長のペガサスはイングリッシュにサイバー攻撃の犯人を探すように指示する。イングリッシュは情報を得るため相棒のボフと共に南フランスに向かい、サイバー攻撃の発信源である船ドット・カーム号に乗り込むが、謎の美女オフィーリアに見付かり捕まってしまう。2人は船内に発信機を設置した後、ドット・カーム号から脱出する。
脱出後にオフィーリアと再会したイングリッシュは、彼女から「ホテルのバーで落ち合いたい」と持ち掛けられる。彼はオフィーリアの美貌に夢中になり、彼女がスパイである証拠を集めてきたボフの忠告を聞こうとしなかった。オフィーリアは任務の妨げになるイングリッシュを殺すように指令を受けるが、睡眠薬と間違えて精力剤を飲んでハイテンションになったイングリッシュに圧倒されて暗殺に失敗してしまう。同じころ、サイバー攻撃に悩まされる首相は富豪のジェイソン・ヴォルタと提携してイギリスのシステム管理を一元化しようとする。ロンドンに戻ったイングリッシュはヴォルタがサイバー攻撃の犯人であると報告し、証拠を手に入れるため彼の屋敷に潜入しようとする。ペガサスはVRを使用してヴォルタ邸潜入のシミュレーションを行うように指示するが、VRゴーグルをかけたままロンドン市内に出てしまい、市民たちを巻き込んで騒動を起こしてしまう。
ヴォルタ邸に潜入したイングリッシュはオフィーリアと再会し、彼女がロシアのスパイだと知る。2人はヴォルタが犯人である証拠をスマートフォンで撮影するが、イングリッシュのミスで気付かれてしまう。イングリッシュは教習車を奪ってヴォルタ邸から脱出し、首相とペガサスに撮影した映像を見せるが、間違えて教習者のスマートフォンを持ってきてしまい、2人に呆れられてしまう。さらに捜査の最中に様々なトラブルを起こしていたことが発覚してMI7を追い出されてしまう。ショックを受けたイングリッシュはMI7を去ろうとするが、ボフに説得されてG12サミットが開催されるスコットランドに向かう。
イングリッシュはボフの妻リディアが艦長を務める旧型潜水艦を利用してサミット会場に乗り込む。オフィーリアと合流したイングリッシュはヴォルタを逮捕しようとするが首相に相手にされず、警備に追い回されてしまう。会場では首相がヴォルタにイギリスの全システム管理を委託する同意書に署名しており、ヴォルタはシステムを全停止してイギリス国内を混乱させ、他のG12首脳にも同意書に署名するように迫る。イングリッシュは応援を呼ぶため携帯電話でペガサスを呼び出そうとするが、携帯電話が原因でリディアの潜水艦のシステムが誤作動を起こしてミサイルが発射されてしまう。しかし、ミサイルはイングリッシュが仕掛けていた発信機に誘導されてドット・カーム号に命中してサイバー攻撃が阻止され、ヴォルタの計画は失敗する。ヴォルタはサミット会場から逃亡しようとするが、イングリッシュによって阻止され逮捕される。イギリスを救ったイングリッシュは小学校に戻り、生徒たちから英雄として迎えられる。

## キャスト
※括弧内は日本語吹替
- ジョニー・イングリッシュ - ローワン・アトキンソン[5]（岩崎ひろし）
- オフィーリア・ブリトーヴァ - オルガ・キュリレンコ[6]（佐古真弓）
- ボフ - ベン・ミラー[7]（高木渉）
- ジェイソン・ヴォルタ - ジェイク・レイシー（中村悠一）
- イギリス首相 - エマ・トンプソン（野沢由香里）
- ペガサス - アダム・ジェームズ（英語版）（後藤敦）
- P - マシュー・ビアード（英語版）（増元拓也）
- レスリー - ピッパ・ベネット＝ワーナー（英語版）
- リディア - ヴィッキー・ペッパーダイン（英語版）
- エージェント5 - マイケル・ガンボン
- エージェント7 - チャールズ・ダンス（金尾哲夫）
- エージェント9 - エドワード・フォックス
- 日本の大使 - 梶岡潤一

## 製作
2017年5月、『ジョニー・イングリッシュ 気休めの報酬』の続編製作が発表され、主演には引き続きローワン・アトキンソンが起用されることが決まった。8月3日にワーキング・タイトル・フィルムズはデヴィッド・カーが監督を務め、製作と撮影が開始されたことを公表した。撮影はグロスタシャーとハートフォードシャーのウェルハム・グリーンで行われた。9月26日からはフランス・ヴァール県のサン・エギュルフで撮影が行われた。2018年4月4日に映画のタイトルが「Johnny English Strikes Again」であることが発表され、翌日には予告編が公開された。

## 公開
映画はユニバーサル・ピクチャーズ配給で2018年10月12日にイギリス・アメリカで公開されることになった。後にアメリカの公開日は9月20日に変更され、最終的に10月26日に決定した。日本では11月9日に公開される。

## 評価

### 興行収入
北米では『Indivisible』『ハンターキラー 潜航せよ』と同日に544劇場で公開され、公開週末に200万ドルの興行収入を記録すると予測された。実際の興行収入は160万ドルに留まり、興行収入ランキングは第12位となった。Deadline.comは、アメリカでの公開は主目的ではなく、映画は海外の観客のために製作されたものであるため、この結果は製作スタジオにとって失望する材料にはならないと分析している。イギリスでは公開当初に興行収入550万ドルを記録し、公開第2週には1,410万ドルを記録、累計興行収入は6,650万ドルを記録した。公開第3週には世界市場でも上映が開始され、ドイツ240万ドルを含む57か国で980万ドルの興行収入を記録し、累計興行収入は9,600万ドルを記録した。

### 自動車を巧みに使った演出
招集されたイングリッシュは、1978年式トライアンフ・ドロマイトスプリントで現れる。エージェントとして復帰した彼が駆る車は、第一作と同じくアストンマーティンだが、DB7よりさらに旧型のアストンマーティン・V8。部長のペガサスから、「燃費が悪く、オイルは漏れ、安全装置もない過去の遺物」といわれながらも、デジタルを駆使する敵に対抗するにはアナログの武器が要るとして強引に持ち去る。この車、実はイングリッシュ役を演ずるローワン・アトキンソン本人の所有で、南フランスの山岳路で妖しげな美女オフィーリアが運転するBMW・i3を追うカーチェースシーンでも、自身がハンドルを握っている。また、悪役ヴォルタの屋敷から逃走するシーンでは、通りがかった教習車のヒュンダイ・i30を乗っ取り、それをヴォルタが乗る最新のレンジローバー・ヴォーグが追うなど、笑いとスリリングが同居。引退したエージェントが乗るのは、今はなきイギリス車、第一線に復帰すればイギリスの至宝といわれるアストンマーティン、敵か味方か分からない美女は電気自動車のBMW、教習車はニューカマーである韓国車のヒュンダイ、悪役にはインドのTATA傘下になったレンジローバーを配している。

### 批評
Rotten Tomatoesには94件のレビューが寄せられ支持率34%、平均評価4.6/10となっている。Metacriticでは22件のレビューに基き39/100のスコアを与えている。